# Bratz (film)
Bratz: The Movie – amerykański film młodzieżowy, którego premiera odbyła się 3 sierpnia 2007 roku.

## Fabuła
Yasmin, Jade, Sasha oraz Cloe od zawsze były najlepszymi przyjaciółkami. Nastolatki wspierały się od zawsze, zawsze były blisko siebie. Jednak ich przyjaźń i lojalność zostaje wystawiona na próbę, kiedy dziewczyny trafiają do szkoły średniej. Tam dostrzegły, że liczy się tam przede wszystkim rywalizacja o popularność, a nie przyjaźń. Panują tu podziały na lepszych, gorszych, bardziej lub mniej popularnych, a nawet tych znajdujących się na marginesie społecznym... To zderzenie ze szkołą sprawiło jednak, że zrozumiały jak ważne jest stawanie w obronie swoich przyjaciół, życie w zgodzie ze sobą i dążenie do realizacji swoich marzeń. Od tej pory postanowiły nazywać siebie Bratz.

## Bohaterowie
- Nathalia Ramos jako Yasmin
- Janel Parrish jako Jade
- Logan Browning jako Sasha
- Skyler Shaye jako Cloe
- Chelsea Staub jako Meredith Baxter Dimly
- Anneliese van der Pol jako Avery
- Emily Rose Everhard jako Cherish Baxter Dimly
- Tami Adrian George jako Allison, mama Sashy
- Kim Morgan Greene jako Katie, mama Cloe
- Constance Hsu jako Julie, mama Jade

## Piosenki z filmu
- „Fabulous” - Meredith
- „It's All About Me” - Meredith
- „Bratitude” - Bratz
- „Open Eyes” - Bratz